# 甘必大大街
甘必大大街（法語：Avenue Gambetta）是巴黎二十区的一条街道，得名于法国政治家莱昂·甘必大（1838年至1882年）。
甘必大大街是一条林荫大道，始于奥古斯特·梅蒂维耶广场，然后向东北方，沿着尚伯倫廣場，前往马丁·纳多广场。然后折向东，到达甘必大广场。然后折向东北方，经过特农医院，到达保罗·西涅克广场和圣法尔若广场。经过塔楼军营的后面，对外安全总局总部，以及佐治谷泳池，结束于莱利拉门。

## 链接
- Nomenclature des voies de Paris （页面存档备份，存于）